# Европейский отборочный турнир борцов для участия в юношеских Олимпийских играх 2010
Европейский отборочный турнир борцов для участия в юношеских Олимпийских играх 2010 проходил в с 21 по 23 мая в польском городе Познане.

## Рейтинг команд
| Место | Вольная борьба | Вольная борьба | Греко-римская борьба | Греко-римская борьба | Женщины     | Женщины |
| Место | Команда        | Очки           | Команда              | Очки                 | Команда     | Очки    |
| ----- | -------------- | -------------- | -------------------- | -------------------- | ----------- | ------- |
| 1     | Россия         | 47             | Азербайджан          | 39                   | Украина     | 28      |
| 2     | Азербайджан    | 42             | Россия               | 36                   | Россия      | 24      |
| 3     | Турция         | 35             | Беларусь             | 32                   | Германия    | 23      |
| 4     | Беларусь       | 29             | Украина              | 28                   | Болгария    | 20      |
| 5     | Германия       | 27             | Армения              | 24                   | Венгрия     | 15      |
| 6     | Грузия         | 21             | Германия             | 19                   | Румыния     | 14      |
| 7     | Армения        | 16             | Турция               | 18                   | Польша      | 14      |
| 8     | Украина        | 16             | Польша               | 17                   | Турция      | 14      |
| 9     | Греция         | 10             | Грузия               | 16                   | Азербайджан | 10      |
| 10    | Молдова        | 10             | Норвегия             | 12                   | Финляндия   | 10      |

## Результаты соревнований

### Вольная борьба
| Вес    | Золото            | Серебро             | Бронза                 |
| ------ | ----------------- | ------------------- | ---------------------- |
| 46 кг  | Алдар Балжинимаев | Мирджалал Гасанзаде | Муаммер Санджак        |
| 46 кг  | Алдар Балжинимаев | Мирджалал Гасанзаде | Артак Гованисян        |
| 54 кг  | Кянан Гулиев      | Мехмет Али Дайлак   | Кирил Канюк            |
| 54 кг  | Кянан Гулиев      | Мехмет Али Дайлак   | Гусейн Шахбанов        |
| 63 кг  | Азаматби Пшналов  | Иракли Мосидзе      | Нурлан Гаджиев         |
| 63 кг  | Азаматби Пшналов  | Иракли Мосидзе      | Рустам Джафарян        |
| 76 кг  | Александр Хуштин  | Сослан Зассеев      | Ресул Калайджы         |
| 76 кг  | Александр Хуштин  | Сослан Зассеев      | Геворг Амбарцумян      |
| 100 кг | Роман Кочиев      | Али Магомедабиров   | Мухаммед Энес Бандырма |
| 100 кг | Роман Кочиев      | Али Магомедабиров   | Гено Петриашвили       |

### Греко-римская борьба
| Вес   | Золото          | Серебро             | Бронза                 |
| ----- | --------------- | ------------------- | ---------------------- |
| 42 кг | Мурад Базаров   | Тимур Котков        | Олексий Жабский        |
| 42 кг | Мурад Базаров   | Тимур Котков        | Ягор Касиакоу          |
| 50 кг | Эльман Мухтаров | Пал Эрик Гундерсен  | Андрий Пикуза          |
| 50 кг | Эльман Мухтаров | Пал Эрик Гундерсен  | Масиеж Длубала         |
| 58 кг | Ровшан Тагиев   | Иракли Мосидзе      | Владислав Титов        |
| 58 кг | Ровшан Тагиев   | Иракли Мосидзе      | Олександо Литвинов     |
| 69 кг | Муса Гедрик     | Гаджимурад Багманов | Алиаксандр Недашкоуски |
| 69 кг | Муса Гедрик     | Гаджимурад Багманов | Беккан Оздоев          |
| 85 кг | Руслан Аджигов  | Варос Петросян      | Артём Кириченко        |
| 85 кг | Руслан Аджигов  | Варос Петросян      | Сзимон Рожковски       |

### Девушки
| Вес   | Золото             | Серебро           | Бронза             |
| ----- | ------------------ | ----------------- | ------------------ |
| 46 кг | Петра Олли         | Лаура Мертенс     | Лулия Леорда       |
| 46 кг | Петра Олли         | Лаура Мертенс     | Анжелика Ветошкина |
| 52 кг | Патимат Багометова | Лариса Скоблюк    | Аделя Ханжликова   |
| 52 кг | Патимат Багометова | Лариса Скоблюк    | Лаура Нойхаузер    |
| 60 кг | Ахмед Джахан       | Тетьяна Лавренчук | Лаура Гаврилиуч    |
| 60 кг | Ахмед Джахан       | Тетьяна Лавренчук | Светлана Липатова  |
| 70 кг | Карина Станкова    | Мартина Куенц     | Даринка Лападжова  |
| 70 кг | Карина Станкова    | Мартина Куенц     | Анжелика Пиляева   |